# 哈里·凱恩
哈里·愛德華·簡尼，MBE（1993年7月28日—），英格蘭職業足球員，司職前鋒。現效力德甲俱樂部拜仁慕尼黑，同時是英格蘭足球代表隊的隊長。被譽為世界足壇最佳前鋒之一。
簡尼曾代表英格蘭各級青年隊參加比賽。2011年8月25日，他於熱刺對赫斯的歐霸盃比賽中首次代表一隊出場參加比賽。升上一隊之前，簡尼大部份時間外借至其他球會，計有英甲的莱顿东方、英冠的米尔沃尔和莱斯特城、和英超的诺里奇城。簡尼於2014–15球季成為托特納姆熱刺的常規正選，在2015年3月27日攻入首個國家成年隊入球。並以31球入球成為球隊神射手、其中21球為聯賽入球。他更獲選為2015年PFA年度最佳青年球員。
在2009年至2023年效力熱刺期間，簡尼在國內聯賽進球數為213球，並奪得三次英格蘭超級足球聯賽金靴獎及一次英格蘭足球超級聯賽賽季最佳組織者，並當選七次英格蘭足球超級聯賽月度最佳球員。
國際賽方面，簡尼首次以隊長身份帶領英格蘭國家足球隊在2018年國際足協世界盃殺入四強，最终奪得殿軍。簡尼更在賽事中以6個進球勇奪國際足協世界盃金靴獎。其後在2021年，他再次以隊長身份帶領英格蘭國家足球隊出戰2020年歐洲國家盃，最終晉級至決賽，並且創下多個歷史：首次打入歐洲國家盃決賽、自1966年國際足協世界盃之後相隔55年再次攻入國際大賽決賽及從決賽週分組賽開始至準決賽期間保持着不失球等多項記錄，惜國家隊在PK大戰中不敵義大利國家足球隊而落敗，屈居亞軍。
此外，簡尼在2019年獲英國政府頒授大英帝國員佐勳章（MBE），以表揚在足球事業取得成就的貢獻。2023年獲頒發倫敦金融城榮譽市民榮譽，表揚其對倫敦作出過重大貢獻並且在市內擁有傑出成就。

## 早年及個人生活
哈里·簡尼生於倫敦威普十字的威普十字大學醫院，父母派翠克·簡尼（Patrick Kane）及金·簡尼（Kim Kane），還有一位哥哥查理（Charlie Kane）。哈里·簡尼小時候在清福德長大並就讀當地的學校Chingford Foundation School。簡尼回想起童年時說道：
「我覺得自己的體育基因應該是遺傳自媽媽那邊的家族，雖然這個話題在簡尼家庭中已經是個熱烈辯論的話題。爸爸應該不喜歡我這樣說，但我覺得我的外祖父埃里克是個球技挺不錯的足球員。」
（I think the sporting genes come from my Mum's side of the family although the topic is a hot debate in the Kane household. Dad probably won't like me saying that, but I think my granddad Eric on my Mum's side was quite a good footballer, and played at a decent level.）
在2015年2月的一次采访中，凯恩表示他与凯蒂·古德兰（Katie Goodland）是恋人关系，两人从童年时就认识。他告诉《Esquire》，"我们一起上学，所以她见证了我的整个职业生涯。当然，她觉得这有点疯狂。我想她甚至有几次出现在报纸上，领着狗出门。” 2017年7月1日，凯恩在自己的Twitter账号上宣布与古德兰订婚，并在2019年6月表示他们已经结婚。
凯恩和凯蒂·古德兰于2017年1月8日宣布了他们的第一个孩子艾薇·简·凯恩（Ivy Jane Kane）的诞生。他们的第二个女儿维维安·简·凯恩（Vivienne Jane Kane）的诞生于2018年8月8日宣布。他们的第一个儿子路易斯·哈里·凯恩（Louis Harry Kane）于2020年12月29日诞生。2023年3月29日，夫妻俩宣布他们即将迎来第四个孩子，第二个儿子亨利·爱德华·凯恩(Henry Edward Kane)于23年8月20日出生。
凯恩和古德兰拥有两只拉布拉多犬，分别叫做布雷迪（Brady）和威尔逊（Wilson），这两个名字分别取自NFL四分卫汤姆·布雷迪（Tom Brady）和拉塞尔·威尔逊（Russell Wilson）。凯恩将关于布雷迪的纪录片《The Brady 6》视为自己发展的灵感来源。在2019年，凯恩表示有意在“10到12年内”成为NFL的“踢球手”（kicker）。
凯恩在足球赛季期间不喝酒，自2017年开始，他雇了一名全职厨师来优化他的营养。他在业余时间打高尔夫。
凯恩因为对足球的贡献，在2019年新年荣誉名单中被任命为大英帝国最卓越勋章（MBE）的成员，以表彰他对足球的贡献。
2022年10月10日，凯恩启动了“哈里·凯恩基金会”（Harry Kane Foundation），该基金会旨在通过常态化对话和促进积极习惯来改变对心理健康的看法，以结束对这一主题的污名化。为了纪念这一时刻，凯恩参与了CBeebies的《睡前故事》（Bedtimes Stories）节目。

## 職業生涯

### 熱刺

#### 起始
簡尼生於英格蘭倫敦清福德。由於父親來自愛爾蘭戈爾韋的關係，因此簡尼也帶點愛爾蘭血統。在踢過本地的球隊Ridgeway Rovers後，8歲的簡尼參加了阿仙奴的青年軍，但只踢了一季就被放棄；教練曾表示對阿仙奴曾放棄簡尼感到失望。及後他回到自己的母會及轉到屈福特青年軍後，就參加了熱刺青年軍。在2008–09球季，他隨U16隊出戰在墨西哥的芝華士盃錦標賽（Copa Chivas tournament）及瑞士的貝林佐納錦標賽（Bellinzona tournament），並攻入3球。2009年7月，簡尼踏入16歲的一年，他與熱刺簽署了獎學金合同。 
在2009–10球季，簡尼為熱刺U18上陣22次，攻入18球。2010年7月，他簽署了生涯第一份職業合同。簡尼在2009–10球季兩次列入一隊的後備名單。巧合地兩場比賽都是主場的本土盃賽勝仗：2009年10月27日在聯賽盃對愛華頓及2010年2月24日在足總盃對保頓。

#### 2010–11球季
2011年1月7日，簡尼被借往莱顿东方直至球季結束。教練對於簡尼的到來感到「高興」，他表示：「我肯定他能在未來數個月為我們帶來衝擊。」（I'm sure he will have an impact with us over the coming months）1月15日，簡尼首次為莱顿东方成年隊上陣，於1-1戰平罗奇代尔的賽事中的第73分鐘入替史葛·麥利殊。一星期後，簡尼在對谢周三時射入了他成年隊的首個入球；他當時接應甸恩·確斯的自由球攻入球門，協助球隊淨勝4-0。斯萊德說他為簡尼首次聯賽上陣就入球感到高興。2月12日，簡尼在球隊4-1戰勝布里斯托尔流浪者的比賽中第70分鐘入替麥利殊，並梅開二度。在球季完結時他共上陣18場並攻入5球。

#### 2011–12球季
2011年8月25日，簡尼在歐霸盃外圍賽對赫斯的次回合比賽中首次為熱刺後備上陣。作為地標戰簡尼沒有取得入球，雖然他被對方門將占美·麥當奴侵犯而獲得十二碼，但他親自操刀的射門卻被對方救出。本球季他有6次在歐霸盃上陣的紀錄，並於2011年12月15日對的比賽中為熱刺攻入首個入球。
2011年12月29日，簡尼與熱刺隊友被租借往英冠球隊米尔沃尔直至球季結束。簡尼在對布里斯托尔流浪者首次上陣後，時任教練評道簡尼的地標戰表現不俗，不入球只是不夠運氣。他還補充說簡尼對球隊的下半季會「是個很好的補充」。而簡尼也不負所托，於球季最後14場比賽中攻入7球，共上陣27場並攻入9球的表現令他當選米尔沃尔2011–12球季最佳年輕球員。

#### 2012–13球季
簡尼參與了本季熱刺的季前習訓，並在2012年8月10日球隊客勝绍森德6-0的比賽中上演帽子戲法。8月18日，簡尼完成了他的英超處子戰，在球隊2-1負於纽卡斯尔联的比賽中第86分鐘入替了。
2012年8月31日，簡尼租借往英超球隊诺里奇城，為期一季，首次出場於對韋斯咸時後備上陣。但在英格蘭聯賽盃對唐卡斯特的比賽中簡尼卻觸傷了跖骨，那只是他為球隊上陣的第二場比賽。簡尼回到托定咸進行康復治療並於2012年12月29日回到諾域治的陣中，但由於熱刺未能於當季冬季轉會窗引入一名新的前鋒，他們決定於2013年2月1日召回簡尼，比原定計劃提前了4個月。
在回到托定咸的20天後，簡尼又被借往李斯特城至季尾。2013年2月26日，簡尼首次主場上陣就為球隊攻進一球，協助球隊以3-0戰勝布力般流浪。簡尼共為這隊東密德蘭球隊上陣13次，8次後備上陣，並打進升級附加賽，但負於屈福特。

#### 2013–14球季
本季，簡尼首次在主場白鹿徑球場為熱刺入球，助球隊在聯賽盃以2-2迫和侯城，這入球更是在加時階段攻入。最後在互射十二碼階段，熱刺以8-7勝出比賽，當中簡尼攻入9球十二碼中的第5球。
2014年4月7日，簡尼首次為熱刺在英超正選上陣，並在第59分鐘攻入他第一個英超入球，助球隊以5-1戰勝新特蘭。他在之後的對西布朗也有入球，助球隊在落後3-0的情況下成功迫和對手（3-3）。再之後4月19日對同市對手富咸簡尼亦有入球，實現連續3場有入球，以3-1拿下主場勝仗。

#### 2014–15球季

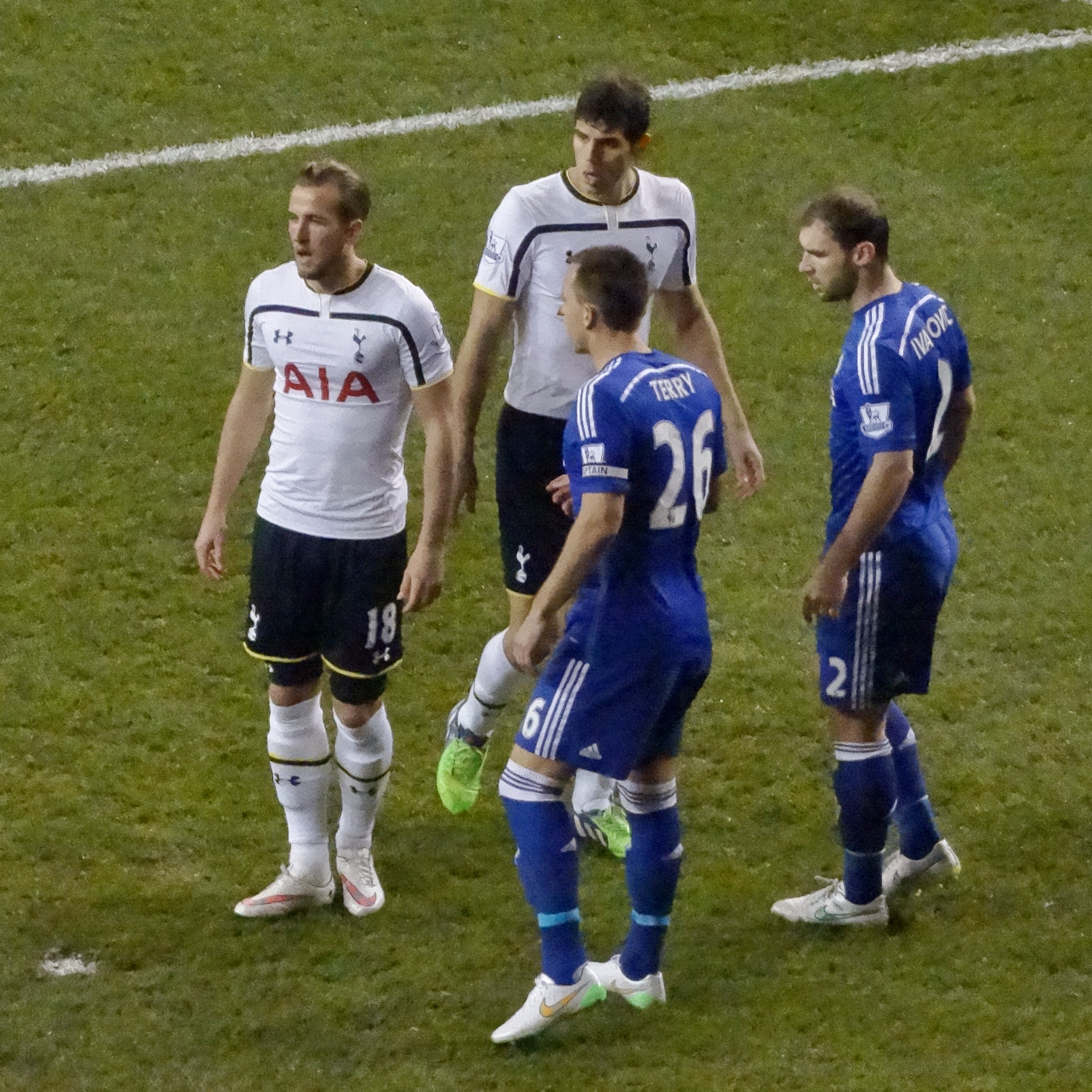
簡尼（左）代表熱刺上陣，攝於2015年

2014–15球季，簡尼在開季日對韋斯咸的比賽後備上陣，並助攻予艾歷·迪亞攻入致勝球。
簡尼在歐霸盃附加賽對塞浦路斯球隊AEL兩回合皆取得入球，包括首回合80分鐘的致勝球，及次回合替球隊先開紀錄。2014年9月24日，他在聯賽盃對諾定咸森林的比賽末段攻入一球，成功為球隊守住3–1的勝局。2014年10月23日，簡尼在歐霸盃分組賽對的比賽中職業生涯首次上演帽子戲法。有趣的是在比賽最後三分鐘，由於球隊的換人名額已用盡，簡尼被迫頂替因紅牌退場的雨果·洛里斯暫代門將一職，還被對方的傑羅尼莫·巴拉里斯射入一球自由球。
2014年11月2日對阿士東維拉的比賽下半場中後備出場，更於第90分鐘攻入致勝球助球隊贏2–1，這是他首個英超入球。一星期後，簡尼在客負斯托克城1–2的比賽中，首次英超正選上陣。他在隨後11月23日對赫尔城的比賽續任正選，更射入板平比分的一球，球隊最終以2–1獲勝。12月14日至12月26日，熱刺以2–1的比分連勝史雲斯、般尼及李斯特城，簡尼每場均有一球進帳。
2015年1月1日，簡尼在對聯賽領頭羊車路士的比賽中表現亮眼，攻入兩球並博得一球十二碼，助球隊以5–3擊敗對手。之後在1月31日3–0客勝西布朗的比賽中又再攻入兩球，包括一球十二碼。2015年1月28日，簡尼在對錫菲聯的比賽末段助攻予射入致勝一球，帶領球隊殺入聯賽盃決賽。簡尼的好表現使他被選為2015年1月的英超每月最佳球員。
2015年2月2日，簡尼與球會簽了一份5年半的合約。5天後，他在對阿仙奴的北倫敦打吡攻入2球，幫助球隊以2–1反敗為勝，同時亦是他本季所有賽事中的第21及22球。隨後對利物浦及韋斯咸簡尼均有進帳，令他再奪每月最佳球員。亦成為英超第四位連續兩個月奪得該獎項的球員。3月1日，熱刺在聯賽盃決賽2–0敗於車路士腳下，簡尼形容為「世上最差的感覺」。20天後，他攻入他英超的第一個帽子戲法，對手是他的前租借東家李斯特城。這令他以19球升上聯賽的神射手。
4月5日，簡尼在熱刺0–0賽和般尼的比賽中首度成為球隊隊長。2星期後，他在客勝紐卡素的比賽攻入他本季各項賽事的第30球，成為繼1991–92球季的第一位達此里程碑的熱刺球員。月尾，他與車路士的獲選為PFA年度最佳陣容的前鋒。同時亦當選PFA年度最佳青年球員。5月24日，簡尼在收官戰接應艾歷·迪亞的傳送以一球小勝愛華頓，為球隊鎖定聯賽榜第五位，並確定參加來季歐霸盃。這亦是他的聯賽第21個入球，追平了、及等前輩的紀錄。在賽季完結後，簡尼表示他在此單一賽季所達到的成就，已經超過他預期自己整個職業生涯可達到的。

#### 2015–16球季
自從上季的大爆發後，簡尼成功奠立在熱刺的正選地位，因此球衣編號也由18號轉為正選的10號，以25個進球榮獲英格蘭超級聯賽金靴獎。

#### 2016–17球季
在缺阵期间，凯恩在2016-2017赛季的揭幕战当中担当起了热刺的队长角色，助攻在白鹿巷主场面对水晶宫的伦敦德比当中打入致胜进球，帮助热刺队1-0力克对手。
2016年9月14日，凯恩完成了欧洲冠军联赛首秀，但热刺在温布利球场以2-1负于摩纳哥。四天后，他在英超联赛面对桑德兰的比赛中打入致胜进球，但在尝试铲断帕皮·的过程中不幸扭伤了右脚踝，只得被人搀扶离场。
2016年12月1日，凯恩与热刺签署了一份新合约，他与俱乐部的合同延续到了2022年。2017年1月1日，他在英超联赛当中第100次出场，在面对沃特福德的新年大战当中于27分钟斩获了英超联赛新年的首粒进球，随后他再接再厉于33分钟再次收获进球。
2017年4月15日，凯恩在伤愈一个月后重新启程，在英超联赛对阵伯恩茅斯的比赛中首次复出就收获了赛季第20粒进球。这让他成为英超联赛历史上第四位能够连续三个赛季收获20粒进球的球员。4月20日，凯恩连续三个赛季被提名为年度英超最佳阵容成员。他还名列年度英超最佳球员和年度最佳年轻球员奖的六人候选名单之中。两天后，他在温布利球场面对死敌切尔西的足总杯半决赛当中收获了进球，但托特纳姆热刺以4-2失利。整個英超球季簡尼以29個進球再度榮獲英格蘭超級聯賽金靴獎。

#### 2017–18球季
聯賽以30個進球刷新個人新高，同時連續第四季英超進球超過20球，可惜不敵利物浦王牌射手穆罕默德·沙拿的32球，無緣完成英格蘭超級聯賽金靴獎三連霸。

#### 2018–19球季
2018年8月18日，在英超热刺3-1战胜富勒姆的比赛中，凯恩在第77分钟破门，打破了自己8月份英超不进球的魔咒，球荒定格在了第1065分钟。15场联赛，49次攻门，凯恩终于在8月取得了他的第一个英超入球。2019年1月2日，在英超热刺3-0击败卡迪夫城的比赛中，凯恩首开纪录。至此，他完成了在英超面对全部28个对手都曾取得进球的壮举。在英超历史上所有与至少25支球队有过交锋的球员中，凯恩是唯一攻破过所有对手大门的球员。进球之后，凯恩还助攻孙兴慜得分。3月6日，在欧冠1/8决赛次回合热刺1-0击败多特蒙德的比赛中，凯恩打进了欧冠生涯第14球兼欧战生涯第24球，超越成为热刺队史欧战进球最多的球员，也成为欧冠史上最快取得14球的球员（仅用17场）。3月9日，在英超热刺1-2不敌南安普顿的比赛中，凯恩打进了生涯第200球。其中热刺时期164球，有20球则来自英格兰国家队。4月10日，在欧冠1/4决赛首回合热刺对阵曼城的比赛中，凯恩因伤中途下场，之后就一直处于养伤的状态，直到6月2日，在欧冠决赛热刺对阵利物浦的比赛中凯恩时隔2个月后复出。但他表现平平，球队也以0-2不敌对手，与欧冠冠军擦肩而过。

#### 2020–21球季
2020年11月5日，对阵盧多戈雷茨的歐足總歐洲聯賽比赛中，热刺前锋凯恩首发出战并且打进了首开纪录的进球。这粒进球是凯恩在热刺的第200粒进球，同时本场比赛也是他代表热刺第300次登场。
2020年11月8日，熱刺客場對陣西布朗的英超比賽中，凱恩在第88分鐘以一記頭球破門助熱刺獲勝。這球是凱恩的英超第150球，凱恩也進入了英超歷史進球榜前十。

#### 2022–23球季
2022年8月20日，簡尼攻入全場唯一入球以1-0擊敗狼隊，並以185球打破塞爾希奧·阿奎羅為單一英超球會攻入184球的記錄。
2023年2月5日，熱刺宣佈凱恩以267球超過占美·基里夫斯成為熱刺的歷史最佳射手。

### 拜仁慕尼黑
2023年8月12日，德甲俱樂部拜仁慕尼黑宣布簽下凱恩，合約為期四年。凱恩為這家德國俱樂部穿上了9號球衣，轉會費高達1億歐元。

#### 2023–24球季：金靴三冠難掩倒楣
2023年8月12日，加盟拜仁慕尼黑不足一天的凱恩立即入選德國超級盃決賽大名單，並於64分鐘後備入替上陣，可惜未能挽回劣勢，球隊最終以0-3落敗。
這個賽季凱恩立即在德國實現降維打擊，德甲36個進球榮膺生涯第一座德甲金靴以及生涯第一座歐洲金靴獎，另外在歐冠也斬獲8個進球並列歐冠金靴。但是該季拜仁慕尼黑在德甲僅獲季軍，歐冠四強止步，德國盃也早早出局，凱恩又一次體驗到四大皆空的尷尬。

#### 2024–25球季
新赛季伊始，凯恩便展现出惊人的统治力。
2024年9月14日，拜仁在客场作战的德甲联赛中6比1血洗升班马荷尔斯泰因基尔，凯恩上演赛季首个帽子戏法（包括一个点球），达成对阵所有德甲球队至少进一球成就。
2024年9月17日，欧冠联赛瑞士轮，凯恩上演大四喜，帮助拜仁主场9比2血洗萨格勒布迪纳摩。至此，凯恩在欧冠联赛累计进球33枚，打破韦恩·鲁尼30枚纪录，成为欧冠史上进球最多的英国球员。
2025年5月4日，隨著主要對手利華古遜的失分，凱恩终於迎來了其職業生涯的第一面聯赛冠軍獎牌。

### 國家隊

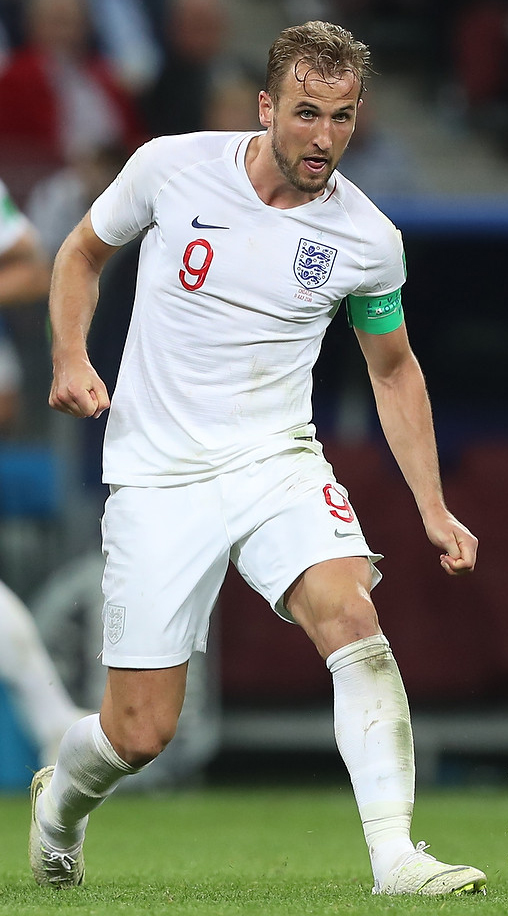
哈里·凱恩代表國家隊上陣

2015年開始為國家隊效力，同時也在2016年歐洲國家盃結束後接下隊長一職。
2018年世界杯比赛中，繼續擔任英格蘭隊隊长，并在首场对战比赛中梅开二度，帮助英格兰最终2-1获得首胜。在八分之一决赛与哥伦比亚队的比赛中，凯恩不仅在常规时间帮助英格兰队领先，还在点球大战中第一个出场主罚帮助球队成功晋级，並幫助英格兰打入相隔28年的世界盃足球賽四強，最终奪得殿軍。簡尼更在賽事中以6個進球成為是次大賽神射手並勇奪國際足協世界盃金靴獎。
2021年3月31日，凯恩代表英格蘭出戰2022年世界盃外圍賽歐洲區的分組賽，面對波蘭的比賽中罰進生涯在國家隊第10顆點球，也打破前名將所保持的9顆點球記錄。
2021年，凯恩也不意外，入選因疫情而延後一年的2020年歐洲國家盃，並在6月30日十六強賽中面對德國，在第86分鐘完成頭槌破門，除了終止了在歐洲國家盃連續7場沒有進球的紀錄，同時在接下來的8強及準決賽中再進3顆球，也讓他目前在國際足協世界盃及歐洲國家盃兩項大賽中累績10顆進球，追平前名將的國家隊紀錄。
2022年卡達世界盃十六強賽，凱恩攻入本屆首顆進球，國際足協世界盃及歐洲國家盃兩項大賽中累績11顆進球，也超前萊因克爾的國家隊紀錄。惜八強賽中凱恩兩次點球機會只中一球，錯失扳平法國的機會，無緣四強。
凯恩代表英格兰参加2024年欧洲足球锦标赛，在2024年6月20日对阵丹麦的比赛中攻入联赛首球。之后在对阵斯洛文尼亚的八分之一决赛中，于加时赛第一分钟头球破网打破僵局，帮助英格兰2比1绝杀对手。半决赛遭遇荷兰，凯恩上半场点球破门，帮助英格兰取得领先，最终1比2晋级。最终英格兰在决赛2比1不敌西班牙，屈居亚军。

## 職業生涯數據

### 俱樂部
最後更新：2024年4月20日
| 球會            | 賽季     | 聯賽     | 聯賽 | 聯賽 | 足總盃 | 足總盃 | 聯賽盃 | 聯賽盃 | 歐洲賽 | 歐洲賽 | 其他 | 其他 | 總計 | 總計 |
| 球會            | 賽季     | 級別     | 出場 | 入球 | 出場   | 入球   | 出場   | 入球   | 出場   | 入球   | 出場 | 入球 | 出場 | 入球 |
| --------------- | -------- | -------- | ---- | ---- | ------ | ------ | ------ | ------ | ------ | ------ | ---- | ---- | ---- | ---- |
| 热刺            | 2009–10  | 英超     | 0    | 0    | 0      | 0      | 0      | 0      | —      | —      | —    | —    | 0    | 0    |
| 热刺            | 2010–11  | 英超     | 0    | 0    | —      | —      | 0      | 0      | 0      | 0      | —    | —    | 0    | 0    |
| 热刺            | 2011–12  | 英超     | 0    | 0    | 0      | 0      | 0      | 0      | 6      | 1      | —    | —    | 6    | 1    |
| 热刺            | 2012–13  | 英超     | 1    | 0    | 0      | 0      | 0      | 0      | 0      | 0      | —    | —    | 1    | 0    |
| 热刺            | 2013–14  | 英超     | 10   | 3    | 0      | 0      | 2      | 1      | 7      | 0      | —    | —    | 19   | 4    |
| 热刺            | 2014–15  | 英超     | 34   | 21   | 2      | 0      | 6      | 3      | 9      | 7      | —    | —    | 51   | 31   |
| 热刺            | 2015–16  | 英超     | 38   | 25   | 4      | 1      | 1      | 0      | 7      | 2      | —    | —    | 50   | 28   |
| 热刺            | 2016–17  | 英超     | 30   | 29   | 3      | 4      | 0      | 0      | 5      | 2      | —    | —    | 38   | 35   |
| 热刺            | 2017–18  | 英超     | 37   | 30   | 4      | 4      | 0      | 0      | 7      | 7      | —    | —    | 48   | 41   |
| 热刺            | 2018–19  | 英超     | 28   | 17   | 1      | 1      | 2      | 1      | 9      | 5      | —    | —    | 40   | 24   |
| 热刺            | 2019–20  | 英超     | 29   | 18   | 0      | 0      | 0      | 0      | 5      | 6      | —    | —    | 34   | 24   |
| 热刺            | 2020–21  | 英超     | 35   | 23   | 2      | 1      | 4      | 1      | 8      | 8      | —    | —    | 49   | 33   |
| 热刺            | 2021–22  | 英超     | 37   | 17   | 3      | 3      | 5      | 1      | 5      | 6      | —    | —    | 50   | 27   |
| 热刺            | 2022–23  | 英超     | 38   | 30   | 2      | 1      | 1      | 0      | 8      | 1      | —    | —    | 49   | 32   |
| 總計            | 總計     | 總計     | 317  | 213  | 21     | 15     | 21     | 7      | 76     | 45     | —    | —    | 435  | 280  |
| 莱顿东方 (租借) | 2010–11  | 英甲     | 18   | 5    | 0      | 0      | 0      | 0      | —      | —      | 0    | 0    | 18   | 5    |
| 米尔沃尔 (租借) | 2011–12  | 英冠     | 22   | 7    | 5      | 2      | 0      | 0      | —      | —      | —    | —    | 27   | 9    |
| 诺里奇城 (租借) | 2012–13  | 英超     | 3    | 0    | 1      | 0      | 1      | 0      | —      | —      | —    | —    | 5    | 0    |
| 莱斯特城 (租借) | 2012–13  | 英冠     | 13   | 2    | 0      | 0      | 0      | 0      | —      | —      | 2    | 0    | 15   | 2    |
| 拜仁慕尼黑      | 2023–24  | 德甲     | 30   | 33   | 0      | 0      | —      | —      | 10     | 7      | 1    | 0    | 41   | 40   |
| 生涯總計        | 生涯總計 | 生涯總計 | 403  | 260  | 27     | 17     | 22     | 7      | 86     | 52     | 3    | 0    | 541  | 336  |

1. 1 2 3 4 5  於歐霸盃出場
2. ↑  於歐洲冠軍聯賽3次出賽2顆進球,2次歐霸盃出賽
3. 1 2 3 4  於歐洲冠軍聯賽出賽
4. 1 2  於歐協聯出場
5. ↑  於英冠附加賽出賽
6. ↑  於德國超級盃出賽

### 國家隊
最後更新：2024年9月20日
| 國家隊 | 年分 | 出賽 | 進球 |
| ------ | ---- | ---- | ---- |
| 英格蘭 | 2015 | 8    | 3    |
| 英格蘭 | 2016 | 9    | 2    |
| 英格蘭 | 2017 | 6    | 7    |
| 英格蘭 | 2018 | 12   | 8    |
| 英格蘭 | 2019 | 10   | 12   |
| 英格蘭 | 2020 | 6    | 0    |
| 英格蘭 | 2021 | 16   | 16   |
| 英格蘭 | 2022 | 13   | 5    |
| 英格蘭 | 2023 | 9    | 9    |
| 英格蘭 | 2024 | 11   | 6    |
| 總計   | 總計 | 100  | 68   |

## 榮譽

### 勳章
- 大英帝國員佐勳章（MBE）：2019[19]
- 倫敦金融城榮譽市民（Freedom of the City of London）：2023[20]

### 國家隊
英格兰
- 世界盃殿軍：2018[128]
- 歐洲足協國家聯賽季軍：2018–19[129]
- 歐洲國家盃亞軍：2020[130]、2024

### 球會
拜仁慕尼黑
- 德國甲組足球聯賽冠軍：2024-25
- 德國超級盃冠軍：2025[131]

### 個人
- 米禾爾年度最佳年輕球員：2011-2012賽季[59]
- 英格蘭足球超級聯賽月度最佳球員：2015年1月[132]、2015年2月[133]、2016年3月[134]、2017年2月[135]、2017年9月[136]、2017年12月[137]、2022年3月[138]
- PFA年度最佳陣容：2014-2015賽季[139]、2015-2016賽季[140]、2016-2017賽季[141]、2017-2018賽季[142]、2020-2021賽季[143]、2022-2023賽季[144]
- PFA年度最佳青年球員：2014-2015賽季[11]
- 熱刺年度最佳球員：2014-2015賽季、2020-2021賽季[145]、2022-2023賽季[146]
- 英格蘭超級足球聯賽金靴獎：2015-2016賽季[12]、2016-2017賽季[13]、2020-2021賽季[14]
- 英格蘭足球超級聯賽賽季最佳組織者：2020-2021賽季[14]
- PFA球迷票選年度最佳球員（英语：PFA Fans' Player of the Year）：2016-2017賽季[147]
- FSF Awards年度最佳球員（英语：Football Supporters' Federation#FSF Player of the Year Award）：2017[148]
- 英格蘭年度最佳球員（英语：The FA England Awards）：2017[149]、2018[150]
- 國際足協世界盃金靴獎：2018[17][18][16]
- 世界杯足球賽最佳陣容（英语：FIFA World Cup awards#All-Star Team）：2018[151]
- 倫敦足球員協會年度最佳球員：2018[152]、2021[153]
- 入選FIFA年度最佳陣容第二隊：2018
- 入選FIFA年度最佳陣容第五隊：2017
- 入選FIFA年度最佳球員最終票選：2019（第10名）
- 德國足球甲級聯賽當月最佳入球：2023年10月、2023年11月、2023年12月、2024年2月[154]
- 拜仁慕尼黑月度最佳球員：2023年10月[155]、2023年11月[156]
- IFFHS世界最佳頂級神射手（英语：IFFHS World's Best Top Goal Scorer）：2017[157]
- IFFHS世界最佳頂級聯賽射手：2023[158]
- IFFHS世界男子足球最佳陣容（英语：IFFHS Men's World Team）：2023[159]
- 德國甲組足球聯賽神射手：2024[160]
- 歐洲國家盃神射手：2024[161]
- 德甲联赛最佳球员：2024/25赛季[162]

## 媒体和赞助
凯恩与运动服饰和装备供应商耐克签约赞助：他穿着耐克 Hypervenom足球鞋。在2018年2月达到他的英超联赛第100个进球后，耐克推出了特别版的Hypervenom 3 HK。2018年，他与其他在伦敦的体育明星一同出现在耐克的广告“无人能胜伦敦”，其中包括四届奥运会冠军莫·法拉和切尔西的核心组织者伊登·夏薩特，强调了伦敦的多样性。在2016年欧洲足球锦标赛之前，凯恩参与了玛氏巧克力棒和Beats by Dr. Dre耳机的广告，后者与、和一同出现。
凯恩出现在EA Sports的FIFA视频游戏系列中：他在《FIFA 18》中被选入了年度最佳阵容，与和一同组成进攻线。在2018年2月21日，凯恩和卡米拉·卡贝洛宣布在2018年英国音乐奖上颁发“最佳国际男歌手”奖，而获奖者是。
在2020年5月14日，凯恩宣布将赞助莱顿东方足球俱乐部的球衣，以帮助支持他在职业生涯中首次为之效力的俱乐部度过COVID-19大流行。这个独特的赞助协议是英格兰足球史上的首例，得到了英超联赛、英格兰足球联赛和英格兰足球协会的批准。赞助款项将捐赠给慈善机构，将根据各自球衣销售的收入的10%进行分配。主场球衣上展示了感谢英国国民保健服务（NHS）在抗击大流行期间的前线工作人员的信息，客场球衣上则印有Haven House Children's Hospice（Haven House儿童收容所）的标志，而第三套球衣则展示了心理健康慈善机构Mind的标志。

## 註解
1. ↑  請注意「Kane」的正確發音為/keɪn/，因此「簡尼」、「卡尼」等譯名皆與原文發音不符。

## 外部連結
- 哈里·凱恩的X（前Twitter）
- 哈里·凱恩的Instagram帳戶
- Harry Kane profile（页面存档备份，存于） at the Tottenham Hotspur F.C. website
- Soccerway資料庫：哈里·凱恩
- 足球数据库：哈里·凱恩的球员统计数据